# Front national (Colombie)
Pour les articles homonymes, voir Front national.
La période dite du Front National en Colombie dure de 1958 à 1978. Elle est marquée par un accord de cogestion du pays entre les deux principaux partis, le Parti conservateur et le Parti libéral. Cet accord unique en son genre prévoyait l'alternance au pouvoir entre un président libéral et un président conservateur, les ministères et les charges publiques locales se répartissant de façon égalitaire entre ces deux partis. Les partis tiers (entre autres le Parti communiste colombien, le MRL et l'ANAPO de Gustavo Rojas Pinilla), ne pouvant pas se présenter sous leurs propres couleurs aux élections, même si les candidats qui en étaient issus pouvaient se présenter aux élections sous l'étiquette de l'un des deux grands partis.

## Contexte
Cet accord, qui intervient après le renversement de Rojas Pinilla qui avait exercé le pouvoir sous forme d'une dictature militaire entre 1953 et 1957, avait pour but de mettre fin à la guerre civile entre ces deux partis, dite La Violencia, qui avait fait entre 100 000 et 300 000 victimes entre 1946 et 1958. Cet accord, initialement prévu pour une période de seize ans soit quatre mandats présidentiels s'est prolongé jusqu'en 1978, et la pratique de cogestion entre les deux partis a duré jusqu'en 1986, date à laquelle le président libéral Virgilio Barco a offert aux conservateurs une part du pouvoir que ces derniers jugeaient insuffisante, retournant donc dans l'opposition. L'accord a permis de mettre fin à La Violencia. 

## Histoire
Entre 1958 et 1978 se succèdent à la présidence de la République le libéral Alberto Lleras Camargo (1958-1962), le conservateur Guillermo León Valencia (1962-1966), le libéral Carlos Lleras Restrepo (1966-1970), le conservateur Misael Pastrana (1970-1974) et le libéral Alfonso López Michelsen (1974-1978).
Durant cette période, la Colombie connaît une période de forte croissance économique, en partie imputable au haut niveau des cours du café, et d'importants investissements publics sont réalisés dans le domaine de l'éducation et des infrastructures publiques, renforçant l'unité du pays. Toutefois, durant cette période, les inégalités sociales restent fortes, et bien que la période de guerre civile massive prenne fin, des guérillas marxistes apparaissent dans des zones reculées du pays, enracinées dans les luttes agraires ou inspirées par la révolution cubaine, initiant l'actuel conflit armé colombien.